# Route nationale 810
Pour les articles homonymes, voir N810 et Route 810.
La route nationale 810 ou RN 810 est une ancienne route nationale française reliant Goderville à Lisieux. À la suite de la réforme de 1972, elle a été déclassée en RD 910 dans la Seine-Maritime, en RD 810 dans l'Eure et en RD 510 dans le Calvados, mais la section entre Tancarville et Saint-Aubin-sur-Quillebeuf a été reprise par la RN 182 et l'A 131.

## Ancien tracé de Goderville à Lisieux (D 910, N 182, A 131, D 810 et D 510)
- Goderville
- Bréauté
- Beuzeville-la-Grenier
- Bolbec
- Tancarville
- Pont de Tancarville
- Saint-Aubin-sur-Quillebeuf
- Sainte-Opportune-la-Mare
- Pont-Audemer
- La Noë-Poulain
- Lieurey
- Saint-Pierre-de-Cormeilles
- Cormeilles
- Hermival-les-Vaux
- Lisieux

Avant 1959, la RN 810 passait par Lillebonne, le bac de Seine entre Port-Jérôme et Quillebeuf et Quillebeuf-sur-Seine entre Bolbec et Saint-Aubin-sur-Quillebeuf. Ce tronçon a été déclassé en RD 173 dans la Seine-Maritime et en RD 87 dans l'Eure.